# ساري بيغلو
ساري بيغلو هي قرية في مقاطعة خدا أفرين، إيران. عدد سكان هذه القرية هو 230 في سنة 2006.